# Frédéric Antonetti
Frédéric Antonetti (Venzolasca, 19 augustus 1961) is een Frans voetbaltrainer, afkomstig uit Corsica.